# Viên Hoằng
Viên Hoằng (chữ Hán: 袁弘, bính âm: Yuan Hong, sinh ngày 23 tháng 8 năm 1982) là một nam diễn viên, ca sĩ người Trung Quốc, anh là bạn thân của nam diễn viên Hồ Ca. Bộ đôi này một thời là hai diễn viên chủ chốt của hãng Thượng Hải Đường Nhân và tung hoành khắp các đài truyền hình Trung Quốc với nhiều bộ phim cổ trang đồ sộ.

## Tiểu sử
Viên Hoằng sinh ra trong một gia đình bình thường ở Vũ Hán. Anh tốt nghiệp Học viện Hý kịch Thượng Hải năm 2001. Bạn học cùng khoá lớp Chuyên ngành biểu diễn của anh còn có Hồ Ca và Hàn Tuyết.

## Sự nghiệp
Viên Hoằng lần đầu gây chú ý nhờ vai diễn Dương Khang trong phim Anh Hùng Xạ Điêu bản 2008. Vai diễn về nhân vật này được xem như là một nhân vật phản diện trong các bộ phim được chuyển thể trước đó, tuy nhiên vai này lại được anh diễn giải lại như một nhân vật phản anh hùng lãng mạn và mơ hồ về mặt đạo đức, đã để lại ấn tượng sâu sắc cho nhiều người. Anh nhận được sự công nhận của rộng rãi khán giả qua vai diễn Thập Tam hoàng tử trong bộ phim lịch sử ăn khách Bộ Bộ Kinh Tâm (2011).
Viên Hoằng đã nhận được sự phản hồi tích cực cho vai diễn của anh ấy trong bộ phim truyền hình dài tập "Thế giới bình thường", dựa trên cuốn tiểu thuyết cùng tên của Lộ Dao; và giành giải Nam diễn viên phụ xuất sắc nhất tại Lễ trao giải Golden Ox.
Năm 2016, anh tham gia phim truyền hình cổ trang Tú lệ giang sơn trường ca hành (2016) do Lâm Tâm Như làm nhà sản xuất kiêm diễn viên chính. Sau đó, anh cũng đã giành được giải Nam diễn viên chính xuất sắc nhất tại Lễ trao giải Hoa Đỉnh cho vai diễn Lưu Tú trong bộ phim Tú lệ giang sơn trường ca hành (2016).
Năm 2021, Viên Hoằng xuất hiện trong phim Thượng Dương Phú, anh đóng nhân vật phản diện Hạ Lan Châm, kẻ bắt cóc Vương Huyên (vai diễn của Chương Tử Di) nhằm trả thù Tiêu Kỳ (vai diễn của Chu Nhất Vi). Diễn xuất, tạo hình của anh được nhiều khán giả khen ngợi.

## Đời tư
Viên Hoằng và Trương Hâm Nghệ nảy sinh tình cảm khi hợp tác chung trong phim Công chúa Giải Ưu năm 2014.
Trên thực tế, chuyện tình của Viên Hoằng và Trương Hâm Nghệ không được nhiều người ủng hộ. Theo họ, chuyện đời tư của Trương Hâm Nghệ khá rắc rối nên không xứng với Viên Hoằng. Họ bình luận trên trang QQ: "Tại sao lại là Trương Hâm Nghệ, cô đào luôn chen vào hạnh phúc gia đình người khác", "Chúng tôi rất thất vọng về anh"... Tuy nhiên, bất chấp tất cả, Viên Hoằng vẫn coi Trương Hâm Nghệ là hạnh phúc đích thực của cuộc đời mình.
Sau một năm yêu nhau, vào ngày 30/5/2016 cả hai đã chính thức về chung một nhà. Hôn lễ của cặp đôi được tổ chức tại thành phố Stuttgart (Đức) với sự tham dự của của các người bạn thân thiết như: Vợ chồng Ngô Kỳ Long - Lưu Thi Thi, Hồ Ca, Bành Vu Yến, Tôn Kiêu Kiêu, Lưu Hạo Nhiên, Mã Thiên Vũ, Bao Bối Nhĩ, Hà Hoằng San, Quách Hiểu Đình,...
Ngày 14/02/2019, họ chào đón đứa con trai đầu lòng. Viên Hoằng đã chia sẻ hình ảnh đầu tiên của con trai với dòng viết: "Ngày lễ tình yêu đã tặng cho tôi một "tình địch"".

## Các phim đã tham gia

### Phim truyền hình
| Năm  | Tựa đề                               | Tựa đề tiếng Anh                   | Tựa đề tiếng Trung | Vai                      | Ghi chú                            |
| ---- | ------------------------------------ | ---------------------------------- | ------------------ | ------------------------ | ---------------------------------- |
| 2004 | Thiên Hạ Vô Song                     | Unparalleled                       | 天下无双           | Khang Hi                 |                                    |
| 2004 | Bồ công anh                          | Dandelion                          | 蒲公英             | Uông Bác Thâm            |                                    |
| 2005 | Điệp khúc nửa đêm                    | Phantom Lover                      | 夜半歌声           | Xiao Ou                  |                                    |
| 2005 | Liêu Trai: Huyền thoại kiếp yêu tinh | Strange Tale of Liaozhai           | 新聊斋志异         | Tôn Tử Sở                |                                    |
| 2006 | Thiếu niên Dương gia tướng           | The Young Warriors                 | 少年杨家将         | Gia Luật Tà              |                                    |
| 2008 | Thượng thư phòng                     | The Prince's Education             | 上书房             | Tứ A ca Hoằng Lịch       | Chiếu trên đài CCTV của Trung Quốc |
| 2008 | Anh Hùng Xạ Điêu                     | The Legend of the Condor Heroes    | 射雕英雄传         | Dương Khang              |                                    |
| 2009 | Tiên Kiếm Kỳ Hiệp 3                  | Chinese Paladin 3                  | 仙剑奇侠传三       | Vân Đình                 |                                    |
| 2010 | Thần y đại đạo công                  | Legendary Doctor                   | 神医大道公         | Tứ Tiến                  |                                    |
| 2010 | Thiên nhai chức nữ                   | A Weaver on the Horizon            | 天涯织女           | Lâm Mộ Phi               |                                    |
| 2010 | Thiên địa dân tâm                    | World People                       | 天地民心           | Qi Junzao (young)        |                                    |
| 2011 |                                      | Legend of the Double Dragons       | 迷雾双龙           | Xing Wenyuan             |                                    |
| 2011 | Bộ Bộ Kinh Tâm                       | Scarlet Heart                      | 步步惊心           | Thập tam A ca Dận Tường  |                                    |
| 2012 | Thái Bình Công Chúa Bí Sử            | Secret History of Princess Taiping | 太平公主秘史       | A Sử Na Tư Mộ thân vương |                                    |
| 2013 | Nữ đạo tướng quân                    | Mulan                              | 巾帼大将军         | Zhao Yu                  |                                    |
| 2013 | Long Môn Tiêu Cục                    | Longmen Express                    | 龙门镖局           | Tống Thư Hoài            | Cameo, tập 33                      |
| 2013 | Tình yêu rắc rối                     | True Love Brings Trouble           | 真爱惹麻烦         | Vương Tường              |                                    |
| 2013 | Cặp đôi khắc khẩu                    | Ad Mania                           | 广告风云           | Âu Dương Lệ              |                                    |
| 2014 | Thiếu niên thần thám Địch Nhân Kiệt  | Young Sherlock                     | 少年神探狄仁杰     | Lý Trị                   |                                    |
| 2015 | Ngoảnh lại nói yêu em                | Fall in Love with You Again        | 转身说爱你         | Vu Sở Hạo                |                                    |
| 2015 | Thế giới bình thường                 | Ordinary World                     | 平凡的世界         | Tôn Thiếu Bình           |                                    |
| 2015 | Thành phố thiên thần                 | Angel's City                       | 天使之城           | Mai Kewen                |                                    |
| 2015 | Hoa Tư Dẫn: Tuyệt Ái Chi Thành       | Hua Xu Yin: City of Desperate Love | 華胥引之絕愛之城   | Thẩm Ngạn                |                                    |
| 2016 | Công Chúa Giải Ưu                    | Princess Jieyou                    | 解忧公主           | Ông Quy                  |                                    |
| 2016 |                                      | Through the Mystery                | 穿越谜团           | Ma Dong                  |                                    |
| 2016 | Tú Lệ Giang Sơn Trường Ca Hành       | Singing All Along                  | 秀丽江山之长歌行   | Lưu Tú                   |                                    |
| 2016 |                                      | Ares Ensanguined Youth             | 战神之血染的青春   | Liu Xiaoran              |                                    |
| 2016 | Mình yêu nhau đi                     | Let's Fall in Love                 | 咱们相爱吧         | Thời Quang               |                                    |
| 2018 | Tuyệt đối không buông tay em         | Won't Let Go Of Your Hand          | 绝不松开你的手     | Yang Qiming              |                                    |
| 2018 |                                      |                                    | 秘密航线           | Xie Yihang               |                                    |
| 2018 |                                      | Great Expectations                 | 远大前程           | Qi Lin                   |                                    |
| 2018 | Cô nàng xinh đẹp                     | She Is Beautiful                   | 她很漂亮           | Situ Min                 | Cameo                              |
| 2018 | Thiên Thịnh trường ca                | The Rise of Phoenixes              | 天盛长歌           | Tấn Tư Vũ                |                                    |
| 2020 | Gai                                  | Thorn                              | 刺                 | Chen Xi                  |                                    |
| 2020 | Cuộc sống rực rỡ rựa ánh dương       | Under The Sun                      | 生活像阳光一样灿烂 | Triệu Dương Quang        |                                    |
| 2020 | Linh lung                            | Ling Long                          | 玲珑               | Hỏa Đồ Tân               |                                    |
| 2021 | Thượng Dương Phú                     | The Rebel Princess                 | 上阳赋             | Hạ Lan Châm              |                                    |

### Phim điện ảnh
| Năm  | Tựa đề                   | Tựa đề tiếng Anh              | Tựa đề tiếng Trung | Vai      | Ghi chú |
| ---- | ------------------------ | ----------------------------- | ------------------ | -------- | ------- |
| 2013 | Chế Phục                 | A Chilling Cosplay            | 制服               | Xiao Kai |         |
| 2016 |                          | So Lucky                      | 杠上开花           | Hei Pi   |         |
| 2016 | Đêm Giao Thừa Của Lão Lý | The New Year's Eve of Old Lee | 过年好             |          | Cameo   |
| 2016 |                          | Flying Girl                   | 飞天窑女           | Zhao Gou |         |
| 2018 |                          | Miss Puff                     | 泡芙小姐           |          | Cameo   |
| 2018 | Chung Cư Tinh Yêu        | Love Apartment                | 愛情公寓           | Wu Xie   |         |
| 2019 | Anh Hùng Gan Chuột       | Coward Hero                   | 鼠胆英雄           |          |         |
| 2019 |                          | Send Me to the Clouds         | 送我上青云         | Mao Cui  |         |
| 2021 | Moses Trên Đồng Bằng     | Moses on the Plains           | 平原上的摩西       |          |         |

## Giải thưởng và đề cử
| Năm  | Giải thưởng          | Hạng mục                                     | Tác phẩm             | Kết quả    | Tham khảo |
| ---- | -------------------- | -------------------------------------------- | -------------------- | ---------- | --------- |
| 2016 | Giải Hoa Đỉnh        | Nam diễn viên phụ xuất sắc nhất              | Thế giới bình thường | Đề cử      |           |
| 2015 | Quốc kịch thịnh điển | Diễn viên được đề xuất đặc biệt của năm      | N/A                  | Thắng giải |           |
| 2015 | 7th Golden Ox Awards | Diễn viên phụ xuất sắc nhất                  | Thế giới bình thường | Thắng giải |           |
| 2017 | Giải Hoa Đỉnh        | Nam diễn viên xuất sắc nhất (Cổ trang)       | Singing All Along    | Thắng giải |           |
| 2017 | Giải Hoa Đỉnh        | Nam diễn viên xuất sắc nhất (Phim đương đại) | Let's Fall in Love   | Đề cử      |           |